# Os hamatum
Het os hamatum of haakvormig been is een van de acht handwortelbeentjes. Het is het meest mediaal gelegen in de distale rij van handwortelbeentjes, mediaal van het os capitatum (hoofdvormig been).
Het botje dankt zijn naam aan zijn haakvormig uitsteeksel, ook wel hamulus ossis hamati genoemd. Dit uitsteeksel bevindt zich aan palmaire zijde. Het uitsteeksel is op een voorachterwaartse röntgenopname zichtbaar als een ovale opheldering in het os hamatum.

## Klinische betekenis
Het os hamatum is het meest frequent gebroken botje van golfers die tijdens hun swing met hun club in de grond slaan. Vaak is er sprake van een incompleet stressfractuurtje, dat makkelijk wordt gemist op röntgenfoto's. Een dergelijke fractuur gaat gepaard met pijn, verergerd door grijpende bewegingen, drukpijn over het os hamatum en tintelingen of een doof gevoel als gevolg van irritatie van de nervus ulnaris.